# La Grande Passion
Pour plus de détails, voir Fiche technique et Distribution.
La Grande Passion est un film français muet réalisé par André Hugon, sorti en 1928.

## Synopsis
Jean d'Espoey est un joueur de rugby. Il espère mener son équipe jusqu'au sacre final, en voulant gagner le Championnat de France. Il rencontre Sonia de Blick qui lui fait des avances, mais veut rester concentré sur son objectif sportif. Elle espère cependant qu'il succombera à ses charmes et fera tout pour le posséder, quitte à se confronter avec d'autres joueurs et essayer d'éliminer d'autres rivales.

## Fiche technique
- Titre original : La Grande Passion
- Réalisateur : André Hugon
- Œuvre originale : d’après le roman La Grande Passion de Louis Gratias et Octave Léry
- Société de production : Les Films  André Hugon
- Opérateurs : Maurice Guillemin, René Colas
- Décorateur : Christian-Jaque
- Société de distribution : Les Établissements Louis Aubert
- Société de production actuelle : LCJ Productions
- Pays de production : France
- Format : Noir et blanc - 35 mm - Film muet - 1,33:1
- Genre : inconnu
- Durée : 89 minutes
- Date de sortie :
  - France : 21 décembre 1928

## Distribution
- Lil Dagover : Sonia de Blich, comtesse
- Léon Larive : Etchenoga, soupirant de la comtesse
- Rolla Norman : Jean d'Espoey, capitaine de l’équipe de rugby de Toulouse, étudiant en droit ayant hérité de la fortune de ses parents décédés dans un accident de voiture
- Paul Menant : Rétifat, trois-quarts centre de l’équipe de Toulouse et international, bûcheron originaire du même village béarnais que Jean Espoey
- Adolphe Jauréguy : lui-même, le capitaine de l'équipe de France de rugby
- Acho Chakatouny : Mister Bush, riche industriel britannique adepte du camping en montagne
- Jean Delannoy : Patrick Bush, fils de Mr Bush, étudiant et joueur de rugby à Oxford
- Patricia Allon : Harriett Bush, fille de Mr Bush, excellente skieuse et championne de luge